# Rodolfo Giovanni Marazzino
Rodolfo Giovanni Marazzino (1585 – 1645) è stato un militare italiano, comandante dell’Esercito del Sacro Romano Impero durante la guerra dei trent'anni.
Nel 1629 entra nell'esercito del Sacro Romano Impero. Promosso feldmaresciallo, partecipa alla guerra dei trent'anni e nel 1639 viene sconfitto e catturato durante la battaglia di Chemnitz